# بوبي شتاين
بوبي شتاين (بالإنجليزية: Bobby Van)‏ هو مصمم رقص وممثل أمريكي، ولد في 6 ديسمبر 1928 بذا برونكس في الولايات المتحدة، وتوفي في 31 يوليو 1980 بلوس أنجلوس في الولايات المتحدة.

## ترشيحات
- جائزة توني عن فئة أفضل ممثل في مسرحية موسيقية [الإنجليزية]‏ (1971)

## وصلات خارجية
- بوبي شتاين على موقع IMDb (الإنجليزية)
- بوبي شتاين على موقع ميوزك برينز (الإنجليزية)
- بوبي شتاين على موقع قاعدة بيانات برودواي على الإنترنت (الإنجليزية)
- بوبي شتاين على موقع إن إن دي بي (الإنجليزية)
- بوبي شتاين على موقع قاعدة بيانات الفيلم (الإنجليزية)